# Mantella manery
A Mantella manery   a kétéltűek (Amphibia) osztályába és  a békák (Anura) rendjébe aranybékafélék (Mantellidae) családjába tartozó faj. 

## Előfordulása
Madagaszkár endemikus faja. A sziget északi részén, két helyen honos, a Marojejy-hegyen 300 m-es, és a Tsaratanana rezervátumban 700 m-es tengerszint feletti magasságban.

## Nevének eredete
Nevét a malgas manery (kényszerű) szóból alkották, utalva arra, hogy a leírók kénytelenek voltak úgy leírni ezt a fajt, hogy előzőleg egy amatőr publikációban helytelenül írták le.

## Megjelenése
Kis méretű, zömök megjelenésű békafaj. Testhossza 23–29 mm. Feje és hátának első része éles körvonallal határolt sárga/zöld mintázattal tarkított. Oldala, lábai és hátának hátsó fele sötétbarna. Íriszének felső része enyhén pigmentált. Hasi oldalán apró kékes pettyek láthatók, torkán világos patkó alakú minta van.
Hasonló fajok: Mantella laevigata, melynek torka sötét, ujjhegyei nagyobbak; Mantella viridis, részben zöldes oldala és hátsó végtagjai vannak.

## Természetvédelmi helyzete
A vörös lista a sebezhető fajok között tartja nyilván. Egyetlen védett területen, a Marojejy Nemzeti Parkban fordul elő. Másik elterjedési területe nincs védelem alatt, de távol eső hely, így fakitermelés nincs rajta.